# Jaroslav Krupka (politik)
Jaroslav Krupka (* 8. září 1957 Karlovy Vary) je český manažer a politik, v letech 2006 až 2013 poslanec Poslanecké sněmovny za ODS.

## Biografie
V roce 1982 absolvoval ČVUT Praha (fakulta elektro). Téhož roku se oženil a přesídlil do Karviné. Má dva syny. V období let 1982 až 1993 pracoval jako vedoucí oddělení a vedoucí střediska telekomunikací v podniku Správa pošt a telekomunikací. V roce 1993 zakládal pobočku telekomunikační společnosti Alcatel v Ostravě a byl jejím ředitelem. V této firmě pak na různých postech pracoval do konce roku 2005. Od 1. ledna 2006 je OSVČ.
V roce 1994 se stal členem ODS. K roku 2013 působil jako 1. místopředseda Oblastního sdružení ODS Karviná. V komunálních volbách roku 1994 neúspěšně kandidoval do zastupitelstva města Karviná za ODS. Zastupitelem se stal dodatečně v roce 1996. Zvolen sem byl v komunálních volbách roku 1998, komunálních volbách roku 2002 a komunálních volbách roku 2006. Profesně se k roku 1998 uváděl jako vedoucího regionálního zastoupení Alcatel Czech, následně k roku 2002 coby manažer, v roce 2006 jako poslanec.
V krajských volbách roku 2004 byl zvolen do Zastupitelstva Moravskoslezského kraje za ODS. Mandát krajského zastupitele vykonával do roku 2008.
Poslancem Poslanecké sněmovny Parlamentu České republiky byl zvolen za ODS ve volbách roku 2006 v Moravskoslezském kraji. Byl členem sněmovního výboru pro veřejnou správu a regionální rozvoj. Ve volbách roku 2010 mandát poslance obhájil. Byl místopředsedou výboru pro veřejnou správu a regionální rozvoj, členem pro obranu a bezpečnost (po rozdělení výboru od prosince 2011 členem výboru pro bezpečnost).